# USS New York (BB-34)
USS New York (BB-34) byl dreadnought Námořnictva Spojených států amerických a vedoucí loď své třídy. Jméno nesla po státu New York a byla navržena jako první loď, která nesla děla ráže 356 mm, což z ní tehdy dělalo jednu z nejsilnějších lodí na světě.

## Výzbroj (1914)
Americká bitevní loď New York byla na svou dobu velmi dobře vyzbrojena. Hlavní zbraňový systém tvořilo 5 dvojhlavňových střeleckých věží s děly ráže 356 mm. Šrapnely vystřelené z těchto mocných děl mohly zasáhnout cíl až 20 km vzdálený a na místě dopadu byly schopny udělat až 3 metrový kráter do země. Jejich hmotnost byla větší než 600 kg. Dále zde bylo 21 děl ráže 127 mm, která měla dostřel 16 km a šrapnely měly hmotnost 25 kg. Dále nesměly chybět 4 kanóny QF 3-pounder ráže 47 mm a 2 kanóny QF 1-pounder ráže 37 mm. Nakonec zde byly i 4 torpédomety s torpédy Mk 3, která byla 5 metrů dlouhá, na průměr měřila 533 mm a ve vodě dosahovala maximální rychlosti 26 uzlů (48 km/h).

## První světová válka
Do služby vstoupila v roce 1914 a byla součástí sil amerického námořnictva, které byly vyslány k posílení britské Grand Fleet v Severním moři těsně před koncem první světové války. Během této doby byla účastníkem nejméně dvou incidentů s německými ponorkami a je považována za jedinou americkou loď, která potopila ve válce ponorku, a to během náhodné srážky v říjnu 1918. Po válce byla poslána na sérii cvičení a plavby v Atlantiku i Tichomoří a prodělala několik generálních oprav pro zvýšení její výzbroje, ovládání letadel a pancéřování.

## Modernizace lodi (1926)
Po uzavření Washingtonské dohody musely státy jako Spojené státy americké, Japonsko, Velká Británie, Francie a Itálie přestat vyrábět válečné lodě po dobu následujících 10 let. Spousta amerických válečných lodí byly modernizovány místo toho, aby se stavěly nové. Bitevní lodi New York bylo přidáno pár cm nového pancíře. Byly odstraněny torpédomety, 5 děl ráže 127 mm a všechny děla QF 3-pounder a QF 1-pounder. Místo nich bylo přidáno 8 protiletadlových kanónů Mk 22 ráže 76 mm, které měly dostřel až 13 km a šrapnely vážily něco okolo 10 kg. Dále byly přidány 3 hydroplány. Standardní výtlak lodi zůstal stejný, ale plný výtlak ze zvýšil na 32 514 t. I maximální ponor lodi se zvětšil na 9,6 m.

## Výzbroj (1942)
Roku 1942 byla lodi naposledy změněna výzbroj. USS New York tedy byla vyzbrojena 5 dvojhlavňovými střeleckými věžemi s děly ráže 356 mm, 6 děly ráže 127 mm, 10 protiletadlovými kanóny Mk 22 s ráží 76 mm, 6 čtyřhlavňovými protiletadlovými kanóny Bofors s ráží 40 mm a dostřelem až 12 500 m a nakonec zde bylo 42 protiletadlových kanónů Oerlikon ráže 20 mm a dostřelem více než 6 km. Šrapnely pro tyto kanóny vážily 123 g.